# فريدريك كونراد مولر
فريدريك كونراد مولر (بالألمانية: Friedrich Konrad Müller)‏ هو كاتب ومؤلف وشاعر ألماني، ولد في 14 نوفمبر 1823 في أومرشتات في ألمانيا، وتوفي في 26 أبريل 1881 في لايبزيغ في ألمانيا.